# Fugiram de Casa de Seus Pais
Fugiram de Casa de Seus Pais foi um talk show português exibido em 2017 pela RTP1 e produzida pela Caos Calmo Filmes.

## Sinopse
Neste talk show, Bruno Nogueira e Miguel Esteves Cardoso falam sobre temas da sociedade portuguesa, quer sejam incómodos ou não. Tópicos como o amor ou a postura ideal a ter numa discussão no trânsito são discutidos no programa, que conta em quase todos os episódios com um convidado que aparece no meio do programa, sentado do lado oposto aos dois apresentadores desde o início, ficando apenas a assistir durante a primeira metade do episódio. Todas as conversas ocorrem na sala de estar da casa de Miguel Esteves Cardoso, exceto no último episódio, em que o mesmo é gravado no restaurante Belcanto do chef José Avillez.

## Episódios
| # | Título           | Estreia                 | Audiência    | Audiência | Audiência |
| # | Título           | Estreia                 | Espectadores | Share     | Rating    |
| --- | ---------------- | ----------------------- | ------------ | --------- | --------- |
| 1 | "Episódio n.º1"  | 5 de dezembro de 2017   | 133 000      | 4,3%      | 1,4%      |
| Convidado: Gisela João |                  |                         |              |           |           |
| 2 | "Episódio n.º2"  | 12 de dezembro de 2017  | 152 000      | 3,3%      | 1,6%      |
| Convidado: Nuno Markl |                  |                         |              |           |           |
| 3 | "Episódio n.º3"  | 19 de dezembro de 2017  | 180 500      | 4,6%      | 1,9%      |
| Convidado: Rodrigo Guedes de Carvalho |                  |                         |              |           |           |
| 4 | "Episódio n.º4"  | 26 de dezembro de 2017  | 123 500      | 3,2%      | 1,3%      |
| Convidado: Capicua |                  |                         |              |           |           |
| 5 | "Episódio n.º5"  | 2 de janeiro de 2018    | 171 000      | 4,7%      | 1,8%      |
| Convidado: José Avillez |                  |                         |              |           |           |
| 6 | "Episódio n.º6"  | 9 de janeiro de 2018    | 142 500      | 4%        | 1,5%      |
| Convidado: José Pedro Gomes |                  |                         |              |           |           |
| 7 | "Episódio n.º7"  | 16 de janeiro de 2018   | 133 000      | 3,9%      | 1,4%      |
| Convidado: Rita Blanco |                  |                         |              |           |           |
| 8 | "Episódio n.º8"  | 23 de janeiro de 2018   | 171 000      | 4,9%      | 1,8%      |
| Convidado: Ricardo Ribeiro |                  |                         |              |           |           |
| 9 | "Episódio n.º9"  | 30 de janeiro de 2018   | 114 000      | 3,2%      | 1,2%      |
| Convidado: Ana Bola |                  |                         |              |           |           |
| 10 | "Episódio n.º10" | 6 de fevereiro de 2018  | 161 500      | 4,2%      | 1,7%      |
| Convidado: Mário Laginha |                  |                         |              |           |           |
| 11 | "Episódio n.º11" | 13 de fevereiro de 2018 | 190 000      | 4,7%      | 2%        |
| Convidado: Miguel Guilherme |                  |                         |              |           |           |
| 12 | "Episódio n.º12" | 20 de fevereiro de 2018 | 180 500      | 4,5%      | 1,9%      |
| Não houve convidado neste episódio. |                  |                         |              |           |           |
| 13 | "Episódio n.º13" | 27 de fevereiro de 2018 | 190 000      | 4,6%      | 2%        |
| O chef José Avillez aparece no programa, no entanto, e apesar do episódio ser gravado no restaurante do mesmo, o chef não tem um papel ativo nas conversas. |                  |                         |              |           |           |